# Brachyceratops
A Brachyceratops (jelentése 'rövid szarv arcú' az ógörög βραχυ- / brakhü- 'rövid', κερατ- / kerat- 'szarv' és ωψ / -opsz 'arc' szavak összetételéből) a ceratopsia dinoszauruszok egyik neme, amely a késő kréta időszakban élt. Fosszíliáira a kanadai Alberta és az egyesült államokbeli Montana területén találtak rá. Hiányos maradványai fiatal példányok részeiből származnak, és lehetőséget nyújtanak az állat alapos megismerésére, de megnehezítik a felnőttkori méretének megbecslését.

## Felfedezések és fajok

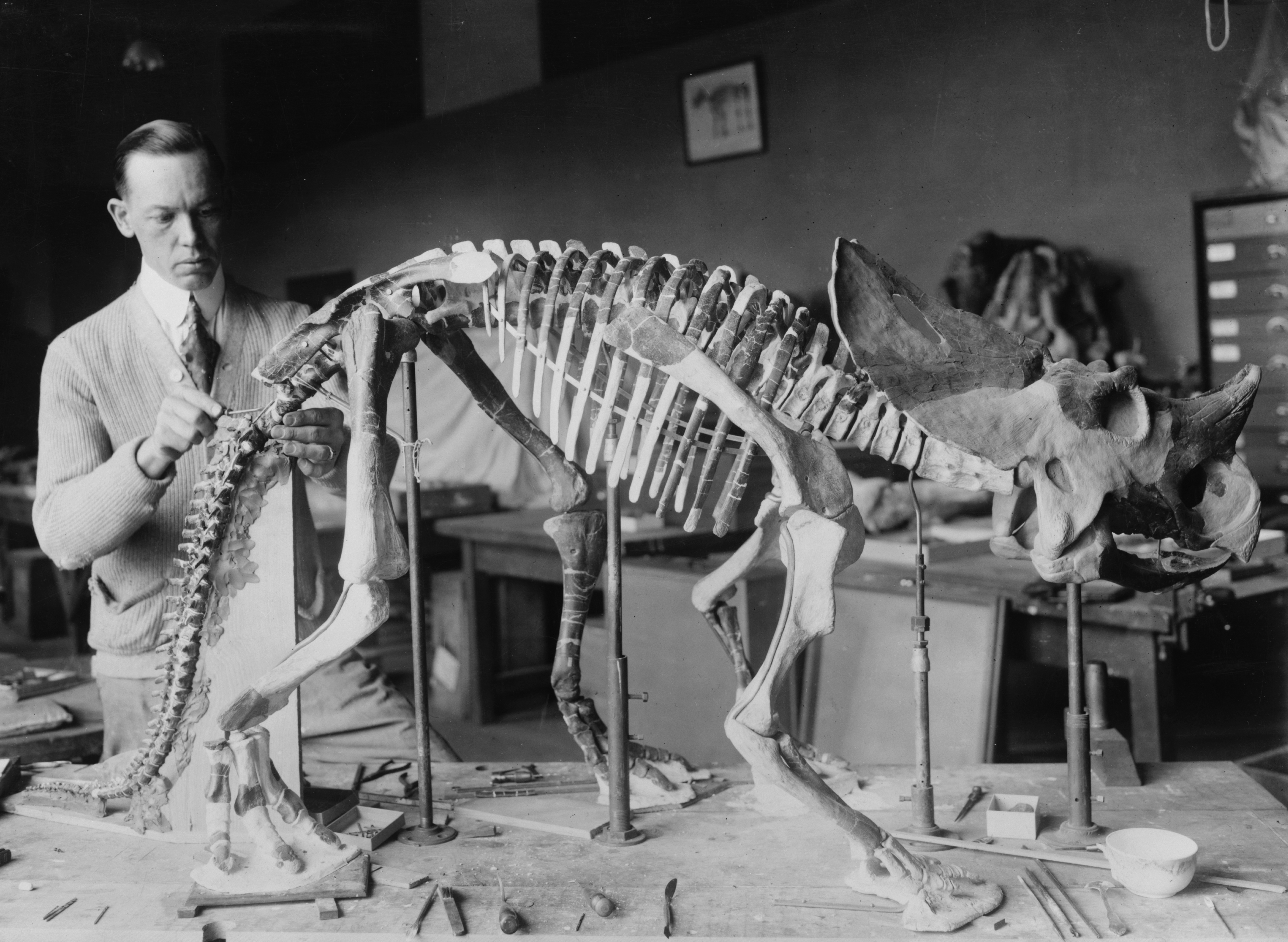
A Nemzeti Múzeum őslénytani részlegénél dolgozó Norman Ross a Brachyceratops csontvázának preparálása közben

A Brachyceratops montanensis, a típusfaj, kissé ritka ceratopsia faj volt, melyet a (körülbelül 74 millió éves) Two Medicine Formációban fedeztek fel a Feketelábú Indián Rezervátumban, Észak-Montana középső részén. Az első maradványokat Charles W. Gilmore fedezte fel 1913-ban, egy évvel később pedig leírást készített róluk.
A leletanyag hiányos volt, és öt, körülbelül 1,5 méter hosszú fiatal példány összekeveredett maradványaiból állt. A feltételezés szerint ezek a példányok közösen fészkeltek, majd együtt maradtak az utódok kikelése után.
Az öt fiatal mellett a Brachyceratops egy majdnem kifejlett egyedének fosszíliája is ismertté vált, melyre Gilmore az első példányoktól 1,6 kilométerre bukkant rá, ám elképzelhető, hogy ezek a maradványok az ismert centrosaurina ceratopsiák kifejletlen alakjait képviselik. A leletek jelenleg a washingtoni Smithsonian Institution gyűjteményében találhatók.

## Koponya
Az elsőként talált öt példány mellett csak egyetlen koponyát fedeztek fel, amely levált egykori tulajdonosa testéről és részben elveszett. Ennek ellenére a koponya megmutatta, hogy az állat szemei felett kisebb dudorok helyezkedtek el az ismertebb ceratopsiáknál, például a Triceratopsnál látható szarvak helyett. Az orrszarv vastag és alacsony volt, a nyakfodor pedig aránylag nagy. Sajnos a példány hiányossága nem tette lehetővé annak megállapítását, hogy a nyakfodrán más ceratopsiákéhoz hasonlóan voltak-e nyílások.

## Osztályozás

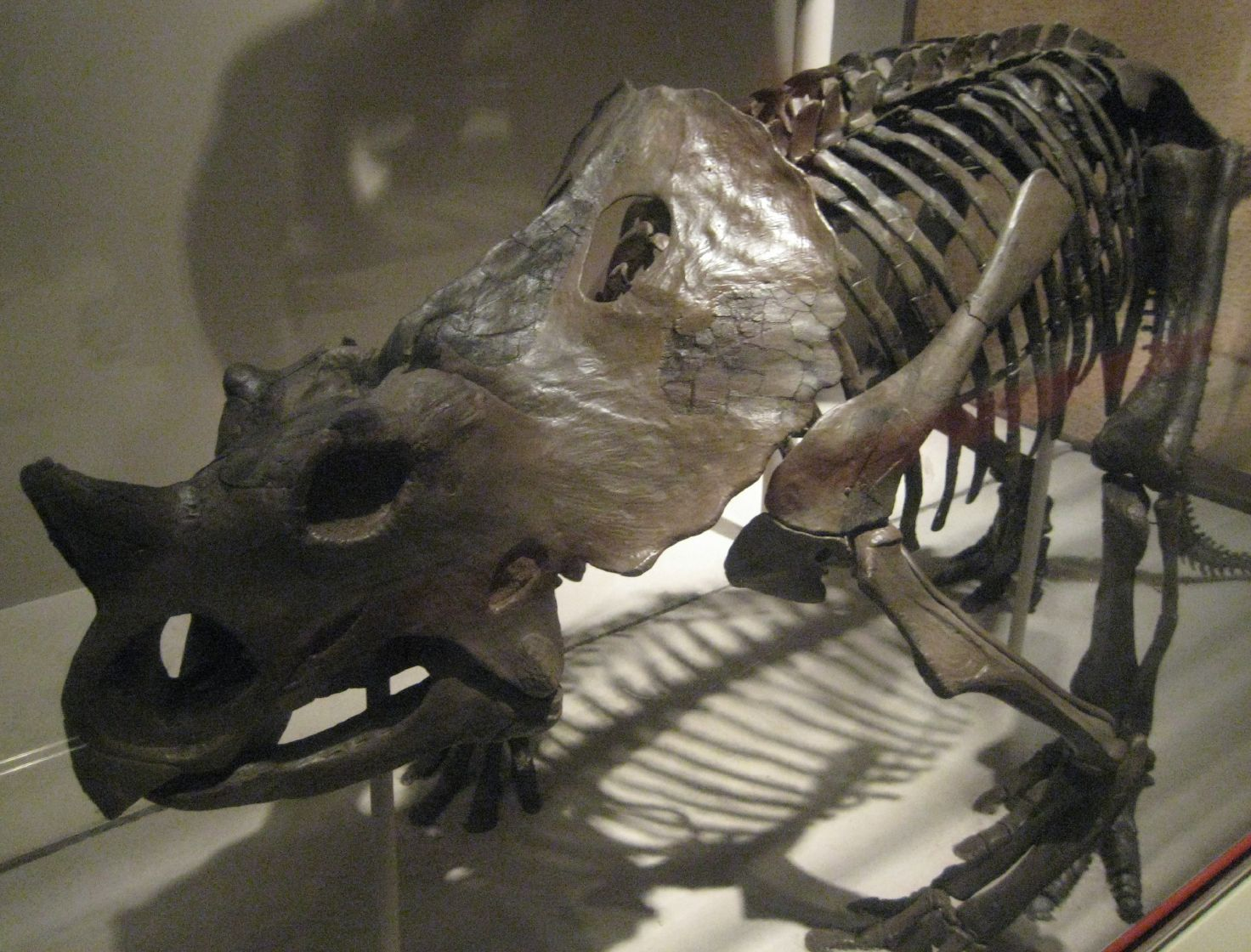
A Brachyceratops fiatal Styracosaurus sp. címkével ellátott csontváza a washingtoni Természetrajzi Múzeumban (Museum of Natural History)

A Brachyceratops a Ceratopsia alrendágba tartozik, a papagájszerű csőrrel rendelkező növényevő dinoszauruszok csoportjába (az ógörög eredetű név jelentése 'szarv arcú'), amely a kréta időszak során Észak-Amerika és Ázsia területén élt. A kréta időszak végén, mintegy 65 millió évvel ezelőtt az összes Ceratopsia kihalt.

## Táplálkozás
A Brachyceratops a többi ceratopsiához hasonlóan növényevő volt. A kréta időszak során a virágos növények elterjedése „a szárazföldön földrajzilag behatárolódott”, így valószínű, hogy ez az állat az időszak domináns növényeit, a páfrányokat, a cikászokat és a tűlevelűeket fogyasztotta, melyekről éles csőrével leveleket vagy tüskéket téphetett le.

## Ajánlott irodalom
- Dodson, P.. The Horned Dinosaurs. Princeton University Press, Princeton, New Jersey (1996). ISBN 0-691-05900-4

## Fordítás
- Ez a szócikk részben vagy egészben a Brachyceratops című angol Wikipédia-szócikk ezen változatának fordításán alapul.  Az eredeti cikk szerkesztőit annak laptörténete sorolja fel. Ez a jelzés csupán a megfogalmazás eredetét és a szerzői jogokat jelzi, nem szolgál a cikkben szereplő információk forrásmegjelöléseként.